# 加尔巴尼亚泰莫纳斯泰罗
加尔巴尼亚泰莫纳斯泰罗（義大利語：Garbagnate Monastero），是意大利莱科省的一个市镇。总面积3平方公里，人口2420人，人口密度806.7人/平方公里（2009年）。国家统计（ISTAT）代码为097037。
加尔巴尼亚泰莫纳斯泰罗与巴尔扎戈、布尔恰戈、科斯塔马斯纳加、莫尔泰诺和锡罗内接壤。